# 대한민국-동남아시아 국가 연합 관계
대한민국과 동남아시아 국가 연합(ASEAN)은 1989년 11월에 부분 대화 관계에 합의하였다. 대한민국은 아세안 회원국들과 모두 외교 관계를 수립하였다.

## 상세
대한민국과 아세안은 1989년 부분 대화 관계 합의 이후에 지속적으로 상호 관계를 발전시켰다. 1991년에는 완전 대화 관계,  1997년에는 최초로 아세안+3, 한-아세안 정상회담을 가졌다. 2006년 및 2007년에 한-아세안 자유 무역 협정을 체결하였으며, 2009년에는 한-아세안 센터를 출범시켰다.
국제협력에 있어서는 한-아세안 특별정상회의, 한-메콩 정상회의를 통해서 한국과 아세안의 공동이익을 구체화시키고 있다. 그리고 아세안+3를 통해서 동아시아와 남아시아 간 연결을 촉진 중에 있다.
안보 측면에서는 아세안 지역 포럼을 통해서 남한과 북한이 모두 참여하는 다자주의 안보 포럼을 운영 중에 있다. 또한 대한민국과 아세안은 북핵에 대한 유엔 안전 보장 이사회 결의안 위반이라는 공동 입장을 취하고 있다.
2011년에 한국은 주인도네시아 대한민국 대사관에 주아세안 상주대표부를 설치하였고, 2019년에는 기존 남아시아태평양국 아세안협력과를 아세안국으로 격상시키며 그 기능과 권한을 강화하였다. 2023년에는 한-아세안 연대구상을 발표하며, 한국과 아세안 간 정치 및 안보 협력을 강화하는 모습을 보인다.

## 같이 보기
- 한-아세안 특별정상회의
- 한-메콩 정상회의
- 한-아세안 자유 무역 협정